# 4 Pułk Wojskowej Straży Granicznej
4 Pułk Wojskowej Straży Granicznej – jednostka organizacyjna Wojskowej Straży Granicznej w II Rzeczypospolitej.

## Formowanie i zmiany organizacyjne
W połowie 1919 Ministerstwo Spraw Wojskowych i Inspektorat Wojskowej Straży Granicznej czyniły przygotowania do przejęcia odcinków granicy na obszarze Pomorza Gdańskiego. Granicę zachodnią, od Bałtyku do styku rozgraniczającego obszar DOG Pomorze i DOG Poznań, miał obsadzić 4 pułk WSG oraz jeden utworzony w tym celu batalion wartowniczy. 4 pułk WSG miał powstać z 2 samodzielnego dywizjonu WSG, do którego miano przydzielić dodatkowo pięciu oficerów sztabowych, trzydziestu trzech oficerów młodszych i ponad dziewięciuset szeregowców.
2 samodzielny dywizjon WSG w owym czasie zabezpieczał granicę na odcinku DOG „Łódź” od rzeki Ruziec do miejscowości Czajka. Otrzymał on 24 stycznia 1921 rozkaz zwinięcia swych pododdziałów i do 1 lutego rozmieszczenia ich w miejscowościach: dowództwo dywizjonu we Włocławku, szwadrony 1 i 2 w Lipnie, 3 i 4 w Aleksandrowie. Z miejscowości tych dywizjon przetransportowano w rejon Tucholi i do Świecia. Tam przeformowany został na 4 pułk Wojskowej Straży Granicznej. Każdy z czterech szwadronów tworzył dodatkowo po jednym szwadronie, dzięki czemu było w sumie osiem szwadronów, czyli dwa dywizjony. Byłe dowództwo 2 samodzielnego dywizjonu WSG przekształciło się w dowództwo 4 pułku WSG. Do pułku tego skierowano pewną liczbę oficerów, a ponadto włączono do niego szwadron szkolny 1 samodzielnego dywizjonu WSG z Zegrza. Po przeprowadzonej reorganizacji i uzupełnieniu, 4 pułk łącznie z batalionem wartowniczym sformowanym przez DOG „Pomorze” obsadził 6 kwietnia 1920 granicę zachodnią na odcinku Morze Bałtyckie–styk granicy z DOG „Poznań”. Zluzował 48 i 63 pułk piechoty na odcinku od szosy Sierakowice–Bochowin do styku granicy DOG „Poznań”. Obsadzenie tych odcinków nastąpiło w przyspieszonym czasie na wyraźny rozkaz dowódcy DOG „Pomorze”, a świeżo wcieleni do pułku rekruci przeszli zamiast dwunastotygodniowego tylko czterotygodniowe przeszkolenie i nie byli w pełni przygotowani do pełnienia służby granicznej.

## Rozmieszczenie pułku
25 lutego 1920:
- dowództwo pułku – Włocławek
- dowództwo I dywizjonu – Włocławek
  - dowództwo 1 szwadronu – Ciechocin
  - dowództwo 2 szwadronu – Młyniec
  - dowództwo 3 szwadronu – Lubicz
  - dowództwo 4 szwadronu – Obory
- dowództwo II dywizjonu – Aleksandrów
  - dowództwo 5 szwadronu –  Aleksandrów
  - dowództwo 6 szwadronu – Aleksandrów
  - dowództwo 7 szwadronu – Służewo
  - dowództwo 8 szwadronu – Służewo

## Żołnierze pułku
Dowódcy pułku
- płk Jan Stankiewicz

## Przekształcenia
- I dywizjon 3 pułku Wojskowej Straży Granicznej → 2 samodzielny dywizjon Wojskowej Straży Granicznej (do 1 II 1920) → 4 pułk Wojskowej Straży Granicznej (do III 1921) → 4 pułk Strzelców Granicznych ↘ rozformowany